# Viaduc de Foulpougne
Le viaduc de Foulpougne est un viaduc ferroviaire de la ligne Paris - Bordeaux situé dans la commune de Gond-Pontouvre près d'Angoulême. Ce viaduc enjambe la Touvre.

## Histoire
Après l'inauguration de la ligne Bordeaux-Angoulême en 1852, il fallut attendre un an avant l'extension de la ligne à Poitiers. Pour permettre le passage des trains sur la Touvre après Vars, on a construit un viaduc au lieu-dit Foulpougne dans la commune de Gond-Pontouvre et aménagé les canaux de la Touvre. L'ouvrage mesure 60 mètres de long et surplombe la vallée à 16 mètres de hauteur.
Le viaduc figure dans le logo actuel de la mairie de Gond-Pontouvre.